# ポートハドソンの包囲戦
ポートハドソンの包囲戦（ポートハドソンのほういせん、英:Siege of Port Hudson）は南北戦争の1863年5月21日から7月9日まで、ルイジアナ州のミシシッピ川の町ポートハドソンを北軍が襲い、包囲した戦闘である。
北軍ナサニエル・バンクスの軍隊は、ユリシーズ・グラント少将によるビックスバーグの包囲戦と協調して、ミシシッピ川のポートハドソンにある南軍の要塞に対して侵攻した。北軍は1863年5月27日の正面攻撃に失敗した後で、包囲戦を布き、48日間続いた。バンクスは6月14日にも再度攻撃したが守備隊に撃退された。7月9日、ビックスバーグ陥落の報に接した南軍守備隊はポートハドソンの降伏を飲み、ミシシッピ川はそのニューオーリンズの河口から北軍の航行が全て可能になった。

## 背景
1861年4月に南北戦争が始まった時から、北部も南部もその戦略の主要部分にミシシッピ川の支配を位置付けていた。南軍は必要な物資の輸送に川を使い続けたいと考え、北軍はこの供給線を止めて、アメリカ連合国の州と準州の間を2つに分かつ楔を打ち込みことを望んだ。特に南部に重要なことはレッド川河口を含むミシシッピ川周辺だった。レッド川はアメリカ連合国の東部と西部の間で、物資を動かす主要経路だった。塩、牛および馬がミシシッピ川流域の西部から下流に動き、反対方向には東部から人と弾薬が動いた。

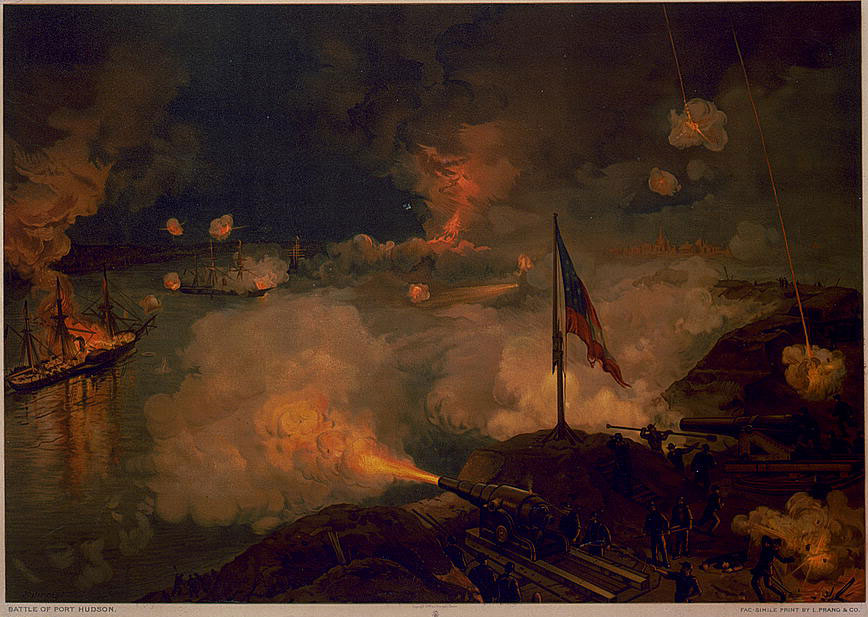
ミシシッピ川の北軍砲艦に砲弾を撃ち降ろす南軍砲台

1862年春、北軍はニューオーリンズとテネシー州メンフィスを支配した。川の中央部を使い続けるためには、南部の要塞ビックスバーグとポートハドソンを確保する必要があった。
1863年5月、北軍の海陸協働軍がミシシッピ川の全域を支配することを求めて作戦を開始した。ユリシーズ・グラント中将が指揮する1軍はまだ南軍が支配しているミシシッピ川流域の北端ビックスバーグにある要塞に対して作戦を始めた。ほぼ同じ頃、ナサニエル・バンクス少将指揮する1軍は、その流域の南端にあるポートハドソンに向けて進軍した。バンクスの先導師団は5月21日のプレインズストアの戦いで南軍と遭遇した。5月23日までにバンクス軍は作戦が進行するに連れてその勢力が3万名から4万名に膨れ上がり、ポートハドソンの守備隊を取り囲んだ。バンクスは直ぐにでも塹壕に入っている敵軍を圧倒し、続いて北のビックスバーグにいるグラント軍の応援に向かいたいと思っていた。
ポートハドソンの南軍要塞の中には約7,500名の守備隊がいた。その指揮官は生まれつきニューヨーク人のフランクリン・ガードナー少将だった。その目標はできるだけ長くその要塞を守ってバンクス軍がグラント軍に合流するのを妨げ、またミシシッピ川のその一帯の南軍支配を継続することだった。

## 戦闘と包囲

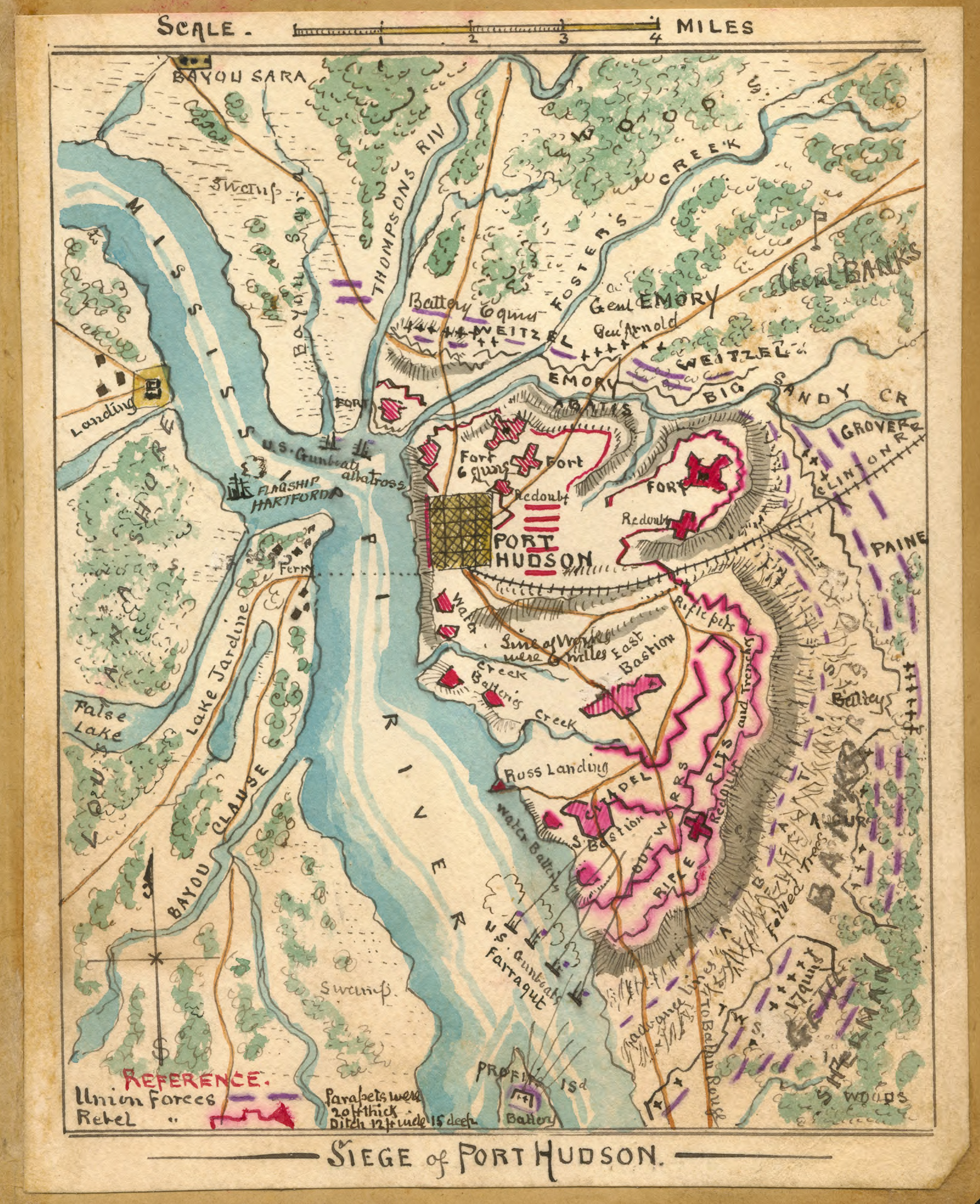
包囲戦中の南軍と北軍の配置を示すポートハドソンの地図

1863年5月27日朝、バンクス少将の北軍は長く伸びた南軍の要塞に猛烈な攻撃を掛けた。攻撃した部隊の中にはアフリカ系アメリカ人の2個連隊、第1および第3ルイジアナ・ネイティブ・ガードが含まれていた。この攻撃は協調が取れておらず、守備隊は容易に撃退して、北軍に大きな損失を出させた。ニューオーリンズ出身の自由黒人で第1ルイジアナ・ネイティブ・ガードE中隊の大尉だったアンドレ・カイユーはこの最初の猛攻で英雄的な戦死を遂げた。その死はアフリカ系アメリカ人兵士を徴募する時のスローガンになった。この攻撃で北軍のトマス・W・シャーマン将軍とニール・ダウ将軍の2人は重傷を負い、エドワード・P・チャピン大佐が戦死した。
バンクス軍は6月14日に同じように場当たり的な2回目の攻撃を駆けた。北軍は再度撃退されさらに大きな死傷者を出した。その中には師団長のハルバート・E・ペイン准将が含まれ、負傷して足を1本失くすことになった。
これらの戦闘は南北戦争でも流血の多い戦闘の部類に入る。南軍は1862年にその防御陣地を造り始めており、この時までに一連の土盛り工作物を念入りに拵えていた。その士官の一人がこれら障害物の前線を次のように表現しているが、その名前が暗示するように主に固く固めた土でできていた。
南軍が造った念の入った防御物とその地域の難しい地形によって、南軍はミシシッピ川のこの地域を支配下に置き続けることができていた。ミシシッピ川全域を確保するために北軍はポートハドソンを包囲するしか選択肢がなかった。
ポートハドソンの戦いは、如何に大砲が包囲行動に影響するかを示していた。北軍は大砲の砲撃と狙撃兵のライフル銃隊を組み合わせて、守備隊が食糧やその他の必需品を入手できないようにしていた。北軍の海軍が要塞に対する砲撃にその大口径の大砲で加勢した。南軍も北軍に対してライフル銃と大砲で対抗した。この手の戦闘が如何に危険なことかを認識した両軍は、自分達を守るためにさらに念入りに土盛り工作を追加した。
この包囲戦は北軍、南軍双方に困難さと欠乏を生み出したが、7月初めまでに南軍はさらに悪い状況になっていた。事実上その食糧や弾薬を使い果し、戦闘と病気で塹壕を守ることのできる兵士の数も減っていた。ガードナー少将がビックスバーグの落ちたことを知ったとき、その立場は絶望的であり、このまま継続しても得るものは無いことを理解した。降伏の条件が交渉され、7月9日、南軍は武器を置いて、48日間の打ち続いた戦闘を終わらせた。デヴィッド・ファラガット提督がニューオーリンズでしたように、ソーントン・A・ジェンキンス大尉が南軍の降伏を受け入れた。

## 戦闘の後
ポートハドソンの包囲戦は南北戦争とそこで戦った兵士達に多くの意味で影響を与えた。南軍の降伏によって北軍はミシシッピ川を完全に支配し、アーカンソー州やテキサス州のような重要な州を南軍の本体から遮断した。両軍は大きな損失を蒙った。北軍は約5,000名が戦死及び負傷し、さらに5,000名が病気あるいは日照のために犠牲になった。ガードナーの南軍は約750名の損失だったが、そのうち数百名は病死だった。6,500名の南軍兵が降伏し、北部の収容所に送られた。
戦後、少数の元兵士がポートハドソンでの戦功で名誉勲章を贈られた。その中には第4マサチューセッツ連隊のジョージ・メイソン・ラバリングがいた。